# Together (álbum)
Together é o álbum de estréia da dupla de cantores britânicos de classical crossover Jonathan & Charlotte, lançado em 24 de Setembro de 2012 com o selo Syco Music.

## Faixas
| N.º | Título                                                  | Duração |  |
| 1.  | "The Prayer"                                            | 4.02    |  |
| 2.  | "Caruso"                                                | 3:59    |  |
| 3.  | "Vero Amore (Your Song)"                                | 3:20    |  |
| 4.  | "Ave Maria"                                             | 3:18    |  |
| 5.  | "Forse (Unintended)"                                    | 3:17    |  |
| 6.  | "Il Mondo È Nostro (Rule the World)"                    | 3:08    |  |
| 7.  | "Canto Della Terra"                                     | 3:45    |  |
| 8.  | "Ognuno Soffre (Everybody Hurts)"                       | 3:45    |  |
| 9.  | "Chi Mai Vivrà Per Sempre? (Who Wants To Live Forever)" | 3:42    |  |
| 10. | "La Prima Volta (The First Time Ever I Saw Your Face)"  | 3:45    |  |

## Desempenho em Paradas Musicais e Certificações
| Álbum    | Detalhes                                                                                     | Desempenho nas Paradas Musicais | Desempenho nas Paradas Musicais | Desempenho nas Paradas Musicais | Desempenho nas Paradas Musicais | Desempenho nas Paradas Musicais | Certificações |
| Álbum    | Detalhes                                                                                     | UK Albums Chart                 | Scottish Albums Chart           | Irish Albums Chart              | Top Classical Albums            | Top Heatseekers                 | Certificações |
| -------- | -------------------------------------------------------------------------------------------- | ------------------------------- | ------------------------------- | ------------------------------- | ------------------------------- | ------------------------------- | ------------- |
| Together | - Lançamento: 24 de Setembro de 2012 - Gravadora: Syco Music - Formato: CD, digital download | 5                               | 7                               | 32                              | 7                               | 5                               | - ouro        |